# Raffey Cassidy
Raffey Camomile Cassidy (Salford, 12 novembre 2001) è un'attrice britannica.

## Biografia
Raffey Cassidy è nata a Salford, in Inghilterra. Figlia di un insegnante di recitazione e sorella minore degli attori Grace, Mossie e Finney Cassidy. La sua prima parte è arrivata inaspettatamente mentre accompagnava suo fratello maggiore Mossie a un'audizione per un ruolo in un dramma della BBC. La troupe del casting aveva bisogno di una ragazza e, secondo l'attrice, "lei era lì per caso".
Nel 2012 fa il suo debutto cinematografico nel film Dark Shadows, diretto da Tim Burton. Lo stesso anno appare nella pellicola Biancaneve e il cacciatore, in cui veste i panni di una giovane Biancaneve, personaggio interpretato nel resto della narrazione da Kristen Stewart. L'anno seguente viene inserita fra le "Stars of Tomorrow" della rivista Screen International, divenendo così la più giovane attrice ad essere stata nominata.
Nel 2015 è protagonista di Molly Moon e l'incredibile libro dell'ipnotismo, in cui recita al fianco di Emily Watson. Lo stesso anno prende parte al film d'avventura Tomorrowland - Il mondo di domani, al fianco di George Clooney e Britt Robertson. Nel 2016 è presente in Allied - Un'ombra nascosta, diretta da Robert Zemeckis.
Nel 2017 prende parte alla pellicola thriller Il sacrificio del cervo sacro, al fianco di Nicole Kidman, Colin Farrell e Barry Keoghan. Nel 2018 recita al fianco di Natalie Portman nel film drammatico Vox Lux. L'anno seguente è protagonista del film horror The Other Lamb. Nel 2022 è presente nel cast del film diretto da Noah Baumbach Rumore bianco, assieme ad Adam Driver e Greta Gerwig.

## Filmografia

### Attrice

#### Cinema
- Dark Shadows, regia di Tim Burton (2012)
- Biancaneve e il cacciatore (Snow White and the Huntsman), regia di Rupert Sanders (2012)
- Tomorrowland - Il mondo di domani (Tomorrowland), regia di Brad Bird (2015)
- Molly Moon e l'incredibile libro dell'ipnotismo, regia di Christopher N. Rowley (2015)
- Allied - Un'ombra nascosta (Allied), regia di Robert Zemeckis (2016)
- Il sacrificio del cervo sacro (The Killing of a Sacred Deer), regia di Yorgos Lanthimos (2017)
- Vox Lux, regia di Brady Corbet (2018)
- The Other Lamb, regia di Małgorzata Szumowska (2019)
- Rumore bianco (White Noise), regia di Noah Baumbach (2022)
- The Brutalist, regia di Brady Corbet (2024)

#### Televisione
- Spanish Flu: The Forgotten Fallen, regia di Justin Hardy - film TV (2009)
- 32 Brinkburn Street - serie TV, 5 episodi (2011)
- Stepping Up - serie TV, 1 episodio (2012)
- Mr Selfridge - serie TV, 9 episodi (2013)
- Secret Level - serie animata, episodio 1x09 (2024) - voce

#### Cortometraggi
- The Beast, regia di Corinna Faith (2013)
- Rust, regia di Brady Hood (2015)
- Miranda's Letter, regia di Teresa Griffiths (2016)
- Nightwalk, regia di Malgorzata Szumowska (2020)

## Doppiatori italiani
Nelle versioni in italiano dei suoi film, Raffey Cassidy è stata doppiata da:
- Emanuela Ionica in Biancaneve e il cacciatore, Rumore Bianco
- Luna Iansante in Tomorrowland - Il mondo di domani, Il sacrificio del cervo sacro
- Margherita De Risi in Vox Lux
- Letizia Scifoni in The Brutalist

Da doppiatrice è sostituita da:
- Emanuela Ionica in Secret Level